# ТЭЦ Калиш
ТЭЦ Калиш — теплоэлектроцентраль в одноимённом городе центральной Польши.
В 1932 году в Калише была запущена электростанция, оснащенная двумя паровыми турбинами шведской компании Stal мощностью по 2,1 МВт. Позже к ним добавили турбину M-6132 мощностью 3 МВт, поставленную швейцарской компанией Brown Bovery.
В 1945 году немцы при отступлении взорвали часть основного оборудования. Однако в 1946 году удалось ввести в эксплуатацию один агрегат с турбиной Stal, собранной из остатков двух поврежденных. Тогда же заработал агрегат Brown Bovery, для чего потребовалось отремонтировать генератор, который перегорел. Кроме того, у шведов заказали еще одну турбину типа B-1473 мощностью 5 МВт, которая была запущена в 1949 году. Для ее питания смонтировали котел OSR-32.
Позже станция стала использоваться также для поставки тепловой энергии. В 1974 и 1975 годах дополнительно смонтировали два угольных водогрейных котла WR-25 мощностью по 29 МВт, поставленные компанией Rafako из Рацибужа. В 1999—2000 годах их модернизировали до показателя в 35 МВт.
По состоянию на начало 2010-х годов два установленных еще в 1930-х годах паровых котла SR-10 находились в плохом состоянии и готовились к ликвидации. На данный момент тепловая мощность станции оценивается как 83 МВт.
Удаление продуктов сгорания происходит с помощью дымовой трубы высотой 82 метра.